# Les Albatros de Brest
Pour les articles homonymes, voir Albatros.
Les Albatros de Brest sont un club de hockey sur glace brestois dont l'équipe première évolue en Division 2 (3e échelon national) et l'équipe réserve en Division 3 (4e échelon national).

## Historique

### Les débuts (1991-1994)
Après quelques apparitions en championnat de France dans les années 1980, Brest est représentée régulièrement par le Brest Albatros Hockey, fondé en 1985 mais réellement activé en 1991.
Les Albatros finissent leur première saison en Division 3 en finale nationale et sont repêches en Division 2, en raison des nombreux bouleversements de la ligue élite. Brest recrute massivement des joueurs d'élite et devient champion de Nationale 2 dès la première année.
En 1993-1994, les Albatros évoluent donc pour la première fois en élite, pouvant toujours compter sur un sponsoring important, se qualifient pour la nouvelle Nationale 1A et finissent au 5e national.

### Les belles années (1994-1998)

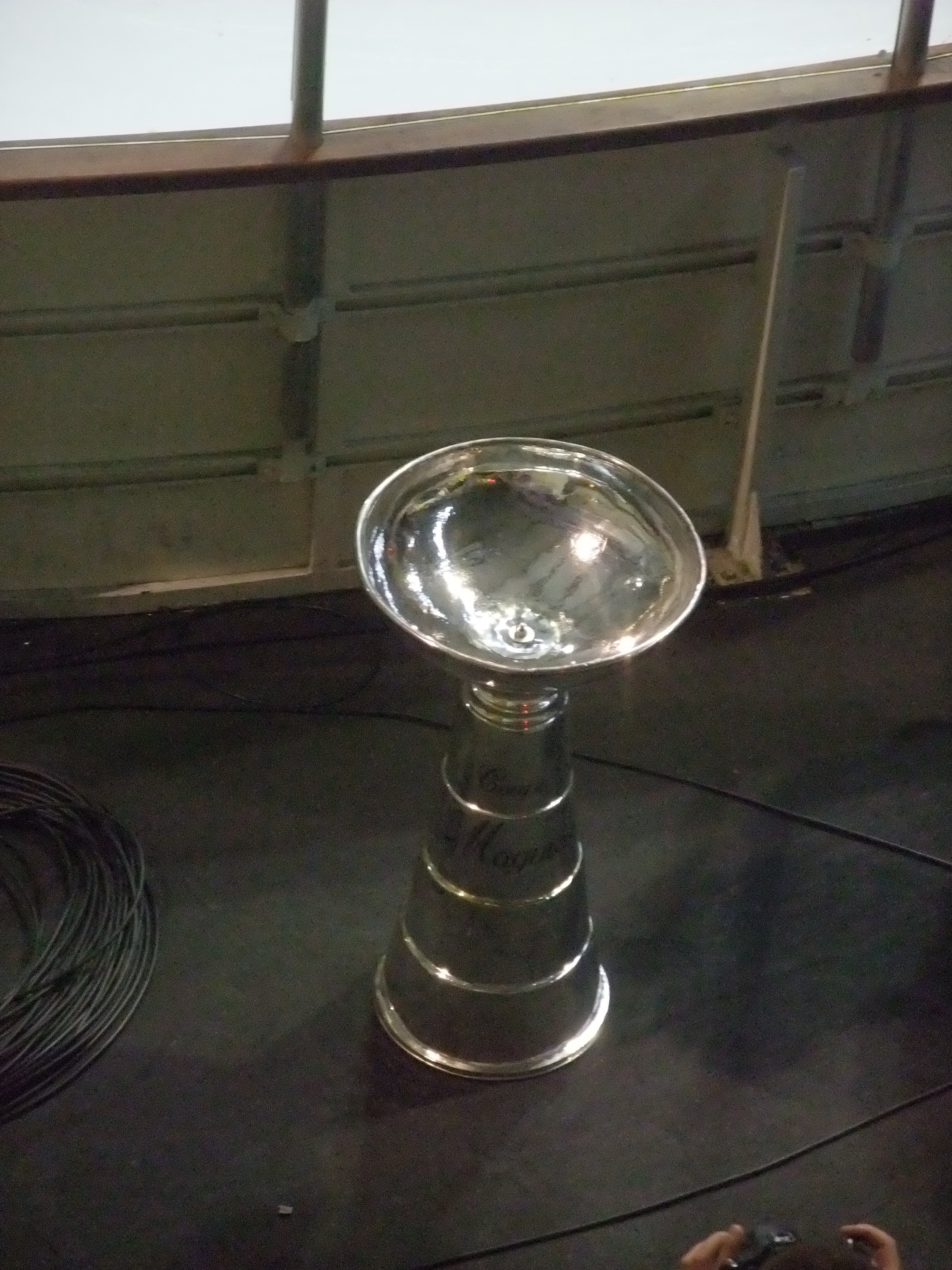
Brest double champion de France en 1996 et 1997.

Lors de la saison 1994-1995 le gardien de but international français Michel Vallière arrive au club et dans une élite à 8 clubs, les Albatros arrivent en finale contre le club de Rouen mais perdent en mort subite après deux matchs nuls. L'année suivante restera la plus belle de l'histoire du club de Hockey de Brest, avec l'arrivée de nombreux finlandais qui ajouteront aux Bretons des forces considérables. Toujours contre Rouen, l'équipe dispute une finale en 3 matchs qu'elle remporte finalement, dans une patinoire du quartier de Bellevue en bien trop piteux état pour accueillir une rencontre de ce niveau.
| Vainqueurs de l'Élite 1995-1996 Effectif champion | Gardiens de but : Thierry Noël, Charles Thillien, Michel Vallière Défenseurs : Christophe Bappel, Eric Calder, Stéphane Dugal, Marko Halonen, Kazimierz Jurek, Timo Kulonen, Jarmo Kuusisto, Mike Pellegrims Attaquants : Igor Akulinin, Frédéric Asselineau, Olivier Bordas, André Côté, Roger Dubé, Michel Galarneau, Benoît Groulx, Tommie Hartogs, Arto Heiskanen, Eric Lemarque, Luc Marengère, Krzysztof Niedziolka, Pekka Peltola, Andrei Vittenberg, Sami Wahlsten Entraîneur : André Peloffy |

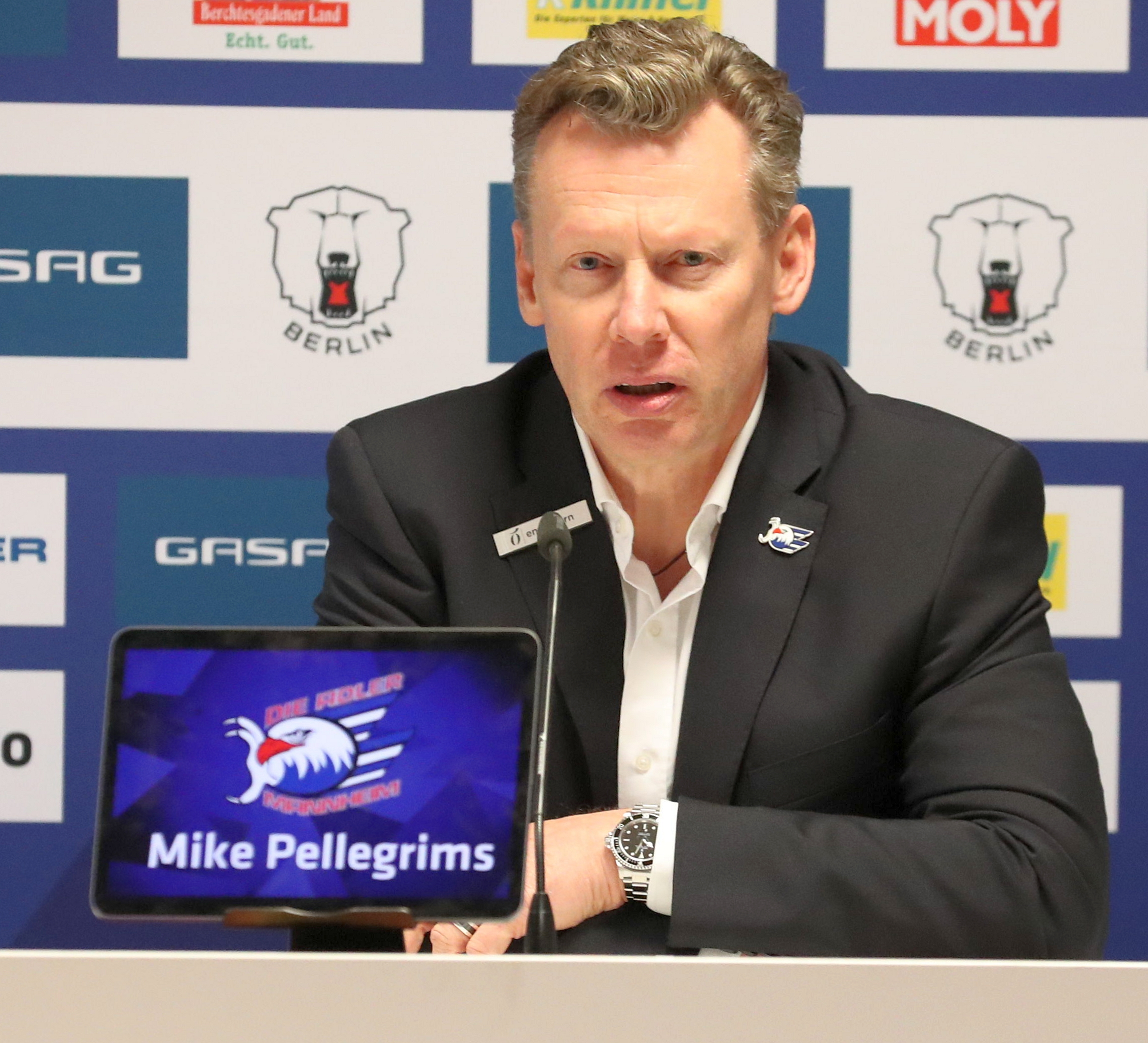
Mike Pellegrims
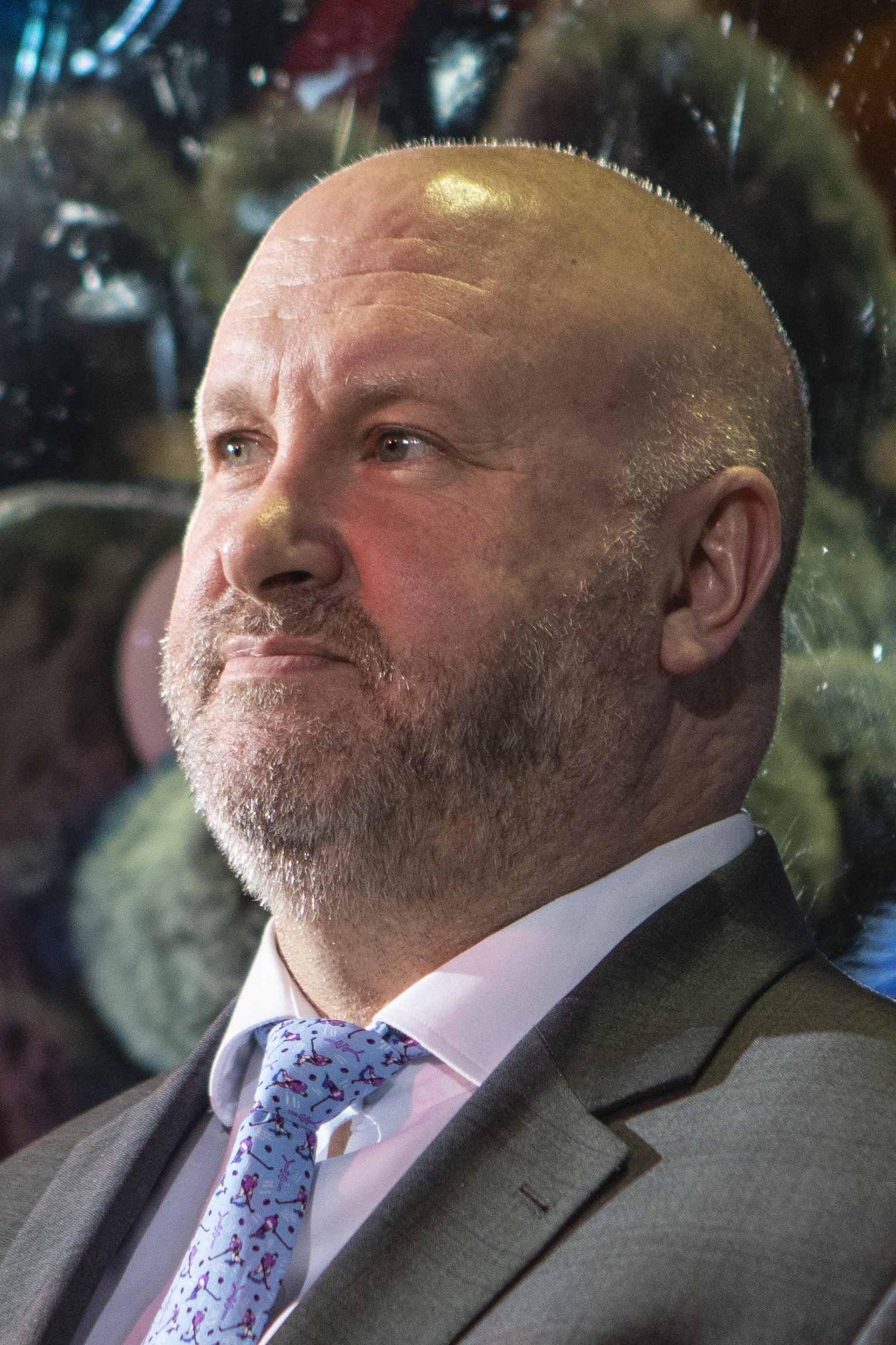
Benoit Groulx

L'année suivante, Patrick Rolland (Grenoble) et Fabrice Lhenry (Chamonix) le jeune international remplacent alors Michel Vallière qui rejoint les Nürnberg Ice Tigers en DEL.
Des restructurations importantes ont lieu. La ligue décide de passer l’Élite de 8 à 12 clubs, ajoutant des équipes au niveau insuffisant pour rivaliser avec les Albatros ou Rouen. Face à ces problèmes, les finances doivent être revues, et le président Bounoure décide qu'à la fin de la saison 1996-1997, les Albatros se retireraient d'un pareil championnat. Cependant, malgré cette décision prise avant la fin du championnat, les joueurs se battent pour remporter un deuxième titre consécutif contre les Gothiques d'Amiens, en trois matchs.
| Vainqueurs de la Nationale 1A 1996-1997 Effectif champion | Gardiens de but : Gabriel Bounoure, Fabrice Lhenry, Patrick Rolland Défenseurs : Christophe Bappel, Michael Bresagk, Stéphane Dugal, Marko Halonen, Kazimierz Jurek, Timo Kulonen, Jean-Philippe Lemoine, Jari Rosenberg Attaquants : Igor Akulinin, Frédéric Asselineau, Olivier Bordas, Roger Dubé, Michel Galarneau, Christophe Gaulmin, Dino Grossi, Benoît Groulx, Tommie Hartogs, Rami Koivisto, Krzysztof Niedziolka, Robert Ouellet, Andrei Vittenberg, Sami Wahlsten Entraîneur : André Peloffy |

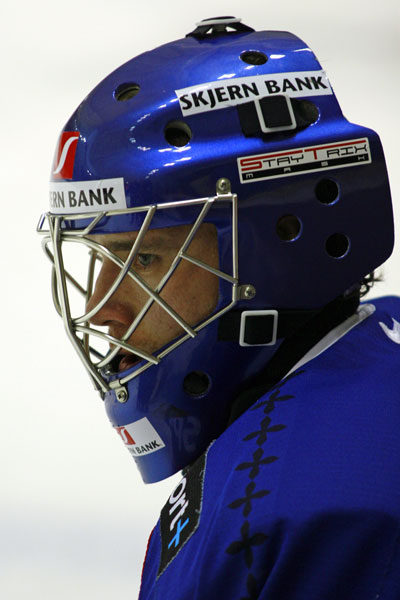
Fabrice Lhenry
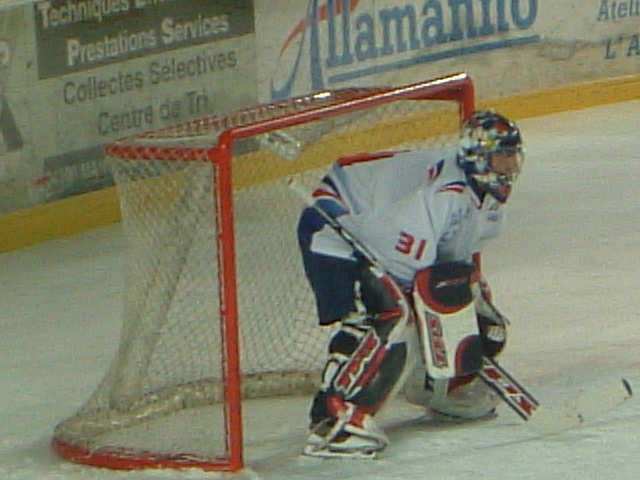
Patrick Rolland
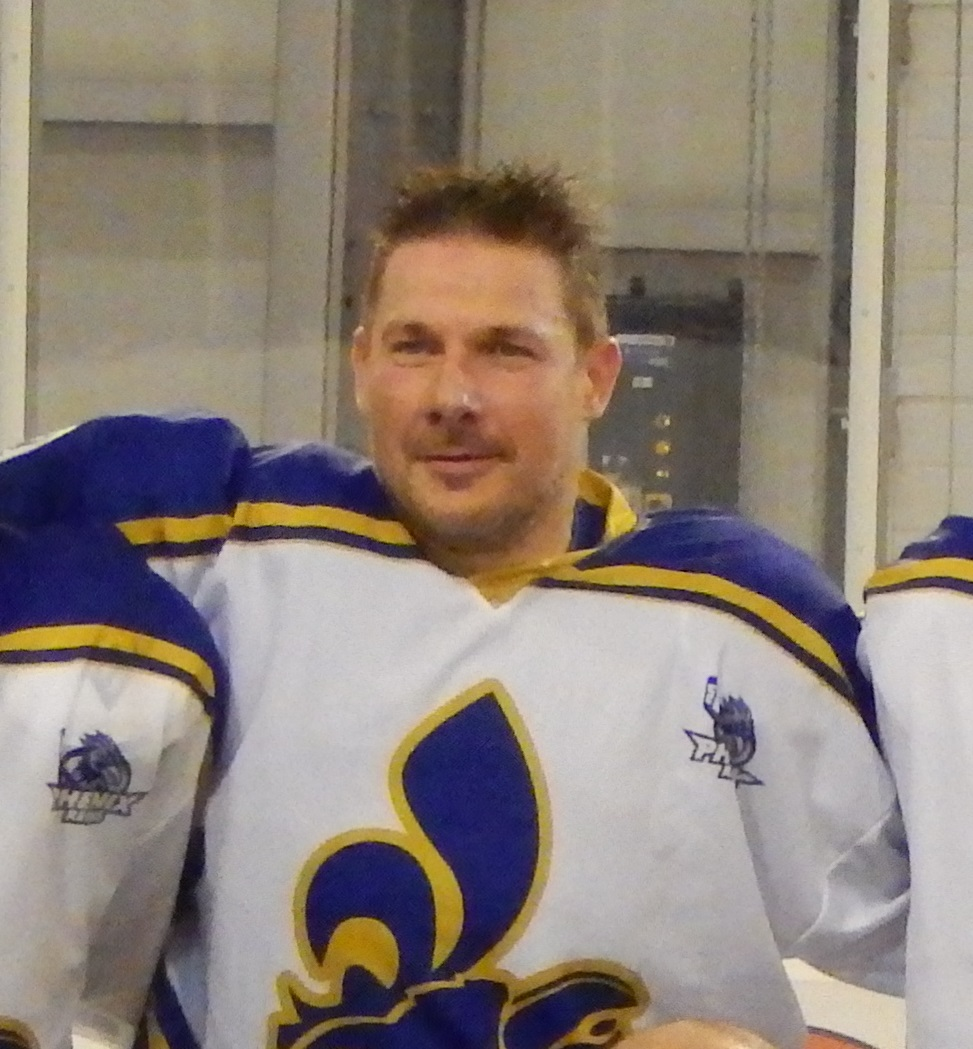
Dino Grossi

### Une période de transition (1998-2004)
En se retirant de l'Élite, les Albatros descendent en 3e division. Petit à petit, l'équipe remonte vers l'élite. C'est d'abord un titre de champion de 3e division qui les propulse en division supérieure ; l'année suivante, c'est ce même championnat qui est remporté. Lors de la saison 1999-2000, les Albatros remportent une fois de plus un autre championnat, leur permettant de rejoindre l'Élite. Mais un autre problème intervient, et il touche cette fois-ci la patinoire. Cherchant à rejoindre un nouveau stade, ils se retrouvent dans un local en piteux état, où les spectateurs ne pourraient même pas être accueillis. Face à ce constat, il est décidé pour la seconde fois de retirer Brest du plus haut niveau français de hockey.
La ligue décide d'infliger à Brest 2 ans de division 2. La première saison, Brest termine premier du championnat, sans avoir la possibilité de participer aux play-offs ; mais dès 2001-2002, Brest regagne les play-offs et devaient accéder à la division 1. Cependant, la Ligue forme le Super 16 à la place de l'Élite, et c'est Brest, par un concours de circonstance, qui se retrouve à nouveau dans les clubs les plus importants de France, pour 2 ans seulement.

### Depuis 2005

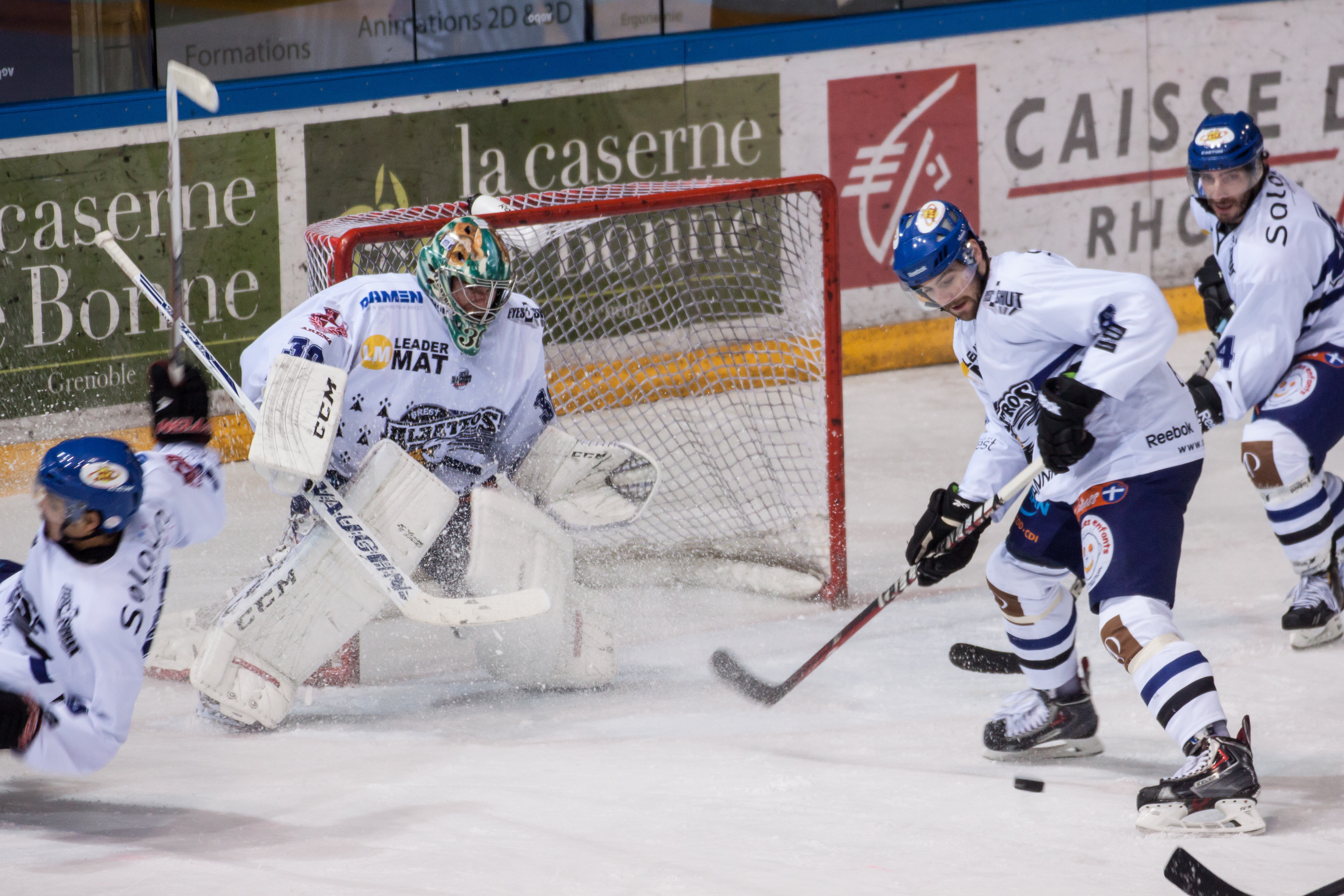
Les Albatros en défense devant le but d'Arnaud Goetz.

Du fait de subventions de la part de la ville de Brest jugées trop peu élevées, le président décide une nouvelle fois de redescendre en division 3. À partir de là, c'est une remontée progressive qui s'amorce, avec des hauts et des bas.
Lors de la saison 2008-2009 en Division 2, et fortifiés par l'arrivée de nouveaux joueurs comme Mathieu Brunelle qui, dès son premier match, marque 9 points (6 buts, 3 assistances), les Albatros balayent tout sur leur passage lors de la saison régulière, avec notamment de très larges victoires contre l'ACBB (22-0) ou contre Meudon (27-3).
Brest finit premier de la poule Nord avec 16 victoires et deux défaites en 18 matchs, marquant 209 buts, faisant des Albatros la meilleure attaque de la Division 2, et 44 buts encaissés par la paire Bozik et Olivet.
La suite est logique. En séries, contre Clermont puis La Roche-sur-Yon, Brest remporte de larges victoires. En demi-finale, ils affrontent les autres favoris, les Lions de Lyon, pour la montée en division 1. Après une défaite chez les Lions de Lyon sur le score de 2-1, les Albatros enflamment la patinoire remplie du Rïnkla Stadium de Brest et marquent 6 fois avec un hat-trick de Brunelle contre la meilleure défense de la division. En finale, les Albatros sont opposés à Mulhouse et perdent le match aller 6 à 7. Lors du match retour à Brest, les Albatros marquent 8 fois et sont déclarés champion de Division 2 à la fin du match. Ils gagnent alors leur billet pour la D1.
La saison suivante, les Albatros caracolent en tête du championnat de D1, juste derrière les Drakkars de Caen. Ces deux équipes se retrouvent d'ailleurs en finale du championnat pour l'obtention du titre et surtout pour l'accession à la Ligue Magnus. Le premier match voit la victoire des Normands au Rïnkla Stadium sur le score de 3-2. Au match retour, les Albatros de Brest s'inclinent à 8 secondes de la fin du match après avoir mené 2-1. Les Albatros de Brest terminent donc vice-champions de Division 1.
Emmenés par Martin Gascon, les Albatros de Brest échoueront de nouveau la saison suivante (2010/2011) en finale face au Bisons de Neuilly sur Marne. Le canadien terminera meilleur compteur de la division avec 95 points en 26 rencontres et son compatriote Sébastien Gauthier premier buteur avec 27 buts en 25 matches disputés.
En 2011/2012, entraînés par Sébastien Oprandi, les Albatros de Brest seront sortis en ½ finale par les Scorpions de Mulhouse futurs champions et pensionnaires de la Ligue Magnus. Cette saison est marquée par l’arrivée de l’ex caennais Jonathan Avenel et du prolifique buteur québécois Nicholas Pard.
La saison 2012/2013 sera l’année du sacre en division 1, toujours sous la houlette de Sébastien Oprandi. Face aux Lions de Lyon , les Albatros de Brest remportent les deux rencontres sur le même score 5-4. Les bretons gagnent le match aller dans la patinoire Charlemagne bien que menés 1-4 au milieu du 2e tiers (buteurs David Hennebert x2, Nicholas Pard, David Poulin, David Croteau). Au match retour, menés 3-4 dans le 3e tiers, Alan Dana permet aux brestois de pousser jusqu’aux prolongations. Le défenseur canadien David Poulin libérera ses coéquipiers à la 63e minute de jeu avec l’aide de ses compatriotes David Croteau et Nicholas Pard, propulsant Brest en Ligue Magnus (buteurs brestois : Alexandre Lefebvre, Erwan Pain, Jonathan Avenel, Alan Dana, David Poulin).
Entraînés par Sébastien Oprandi, également manager, les Albatros de Brest disputeront trois saisons consécutives en Ligue Magnus. Battus en play-down par Caen en 2013/2014, les bretons seront repêchés à la faveur du retrait des Ours de Villard-de-Lans. Classés 12e à l’issue de la saison régulière 2014/2015, les Albatros sont sortis par les Diables Rouges de Briançon.
La saison 2015/2016, pourtant réussie sur le plan sportif avec une 5e place et une élimination en play-offs par les Ducs d’Angers (1-4), sera marquée par la rétrogradation volontaire en Division 1, à la demande des dirigeants brestois. Une SASP est toutefois créée en avril 2016 pour gérer l’équipe professionnelle sous la direction de Briec Bounoure. Isabelle Mer est élue présidente de l’association (hockey amateur). Sébastien Oprandi, joueur brestois depuis 2002, rejoint sa ville natale Gap et prend les fonctions de manager général des Rapaces en ligue Magnus.
Sylvain Codère est recruté comme entraîneur des Albatros de Brest désormais en division 1. L’équipe dispute et perd les finales des saisons 2016/2017 et 2017/2018 face aux Scorpions de Mulhouse puis l’Hormadi d’Anglet. En 2018/2019 les Diables Rouges de Briançon éliminent en ½ finales les Albatros de Brest toujours coaché par le Canadien Sylvain Codère.
Le défenseur français Nicolas Favarin sera l’entraîneur-joueur du club brestois lors de la saison 2019/2020, épaulé par les fidèles Jonathan Avenel (capitaine), Graham Avenel, Aurélien Grévérend et le natif de Brest Gaétan Cannizzo. La crise sanitaire mettra fin prématurément à l’exercice. Les Albatros de Brest étaient alors menés 3 victoires à 0 par les Yétis du Mont-Blanc en ¼ de finales.
Le 9 juin 2020, les Albatros de Brest annoncent le changement de leur entraîneur : Alan Jacob, âgé de 53 ans, succède à Nicolas Favarin pour la saison 2020-2021.
En 2021-2022, Claude Devèze est le nouvel entraîneur et les Albatros sont sacrés champion de France de Division 1. Cependant à la suite de la décision de la FFHG de geler les montées dans l’élite Claude Devèze quitte alors le club sur ce sacre et est remplacé par Michal Divíšek.

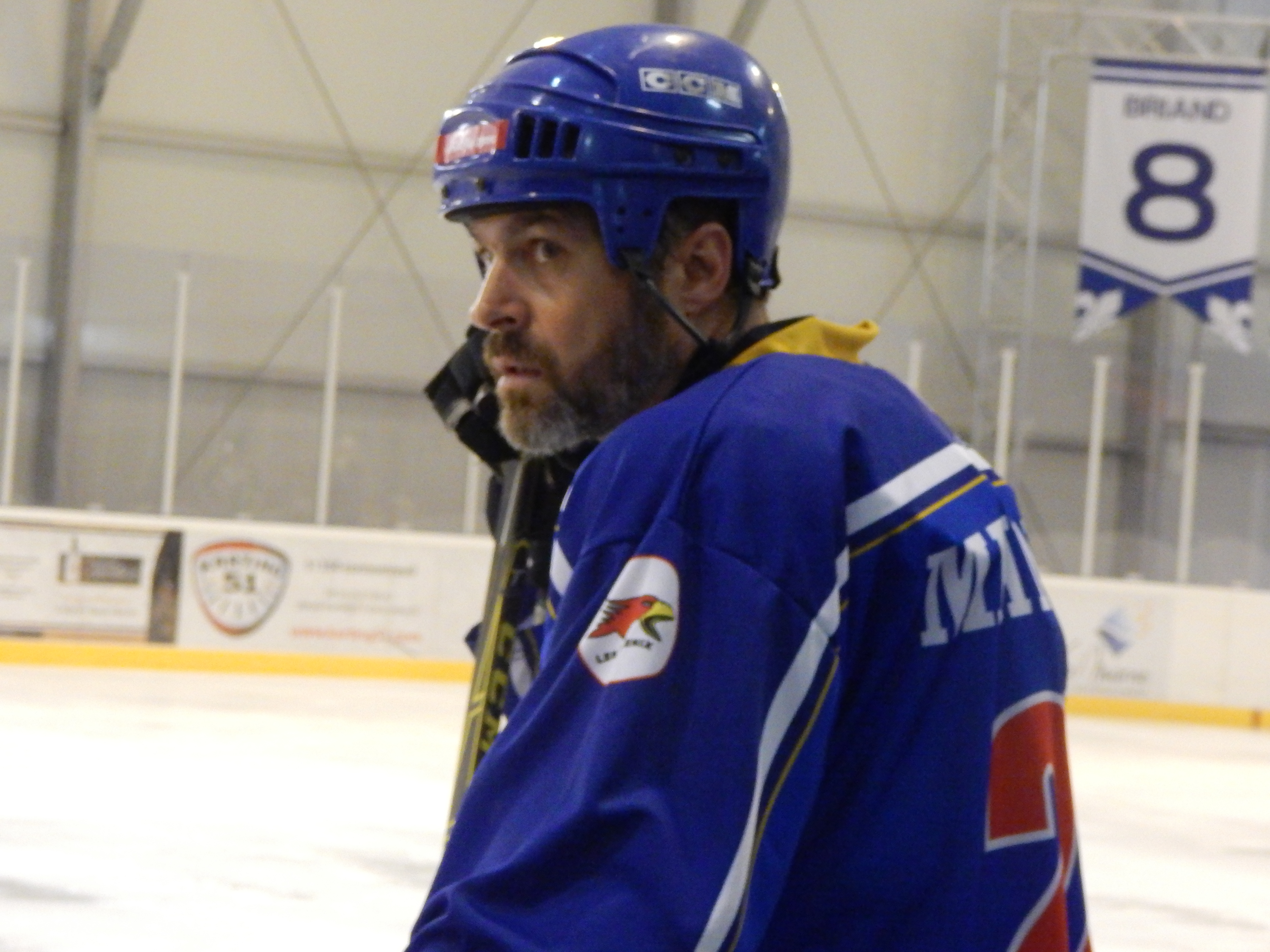
Bruno Maynard
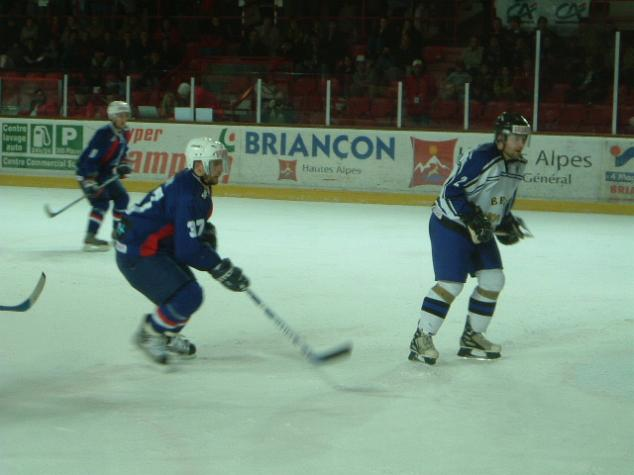
Nicolas Favarin
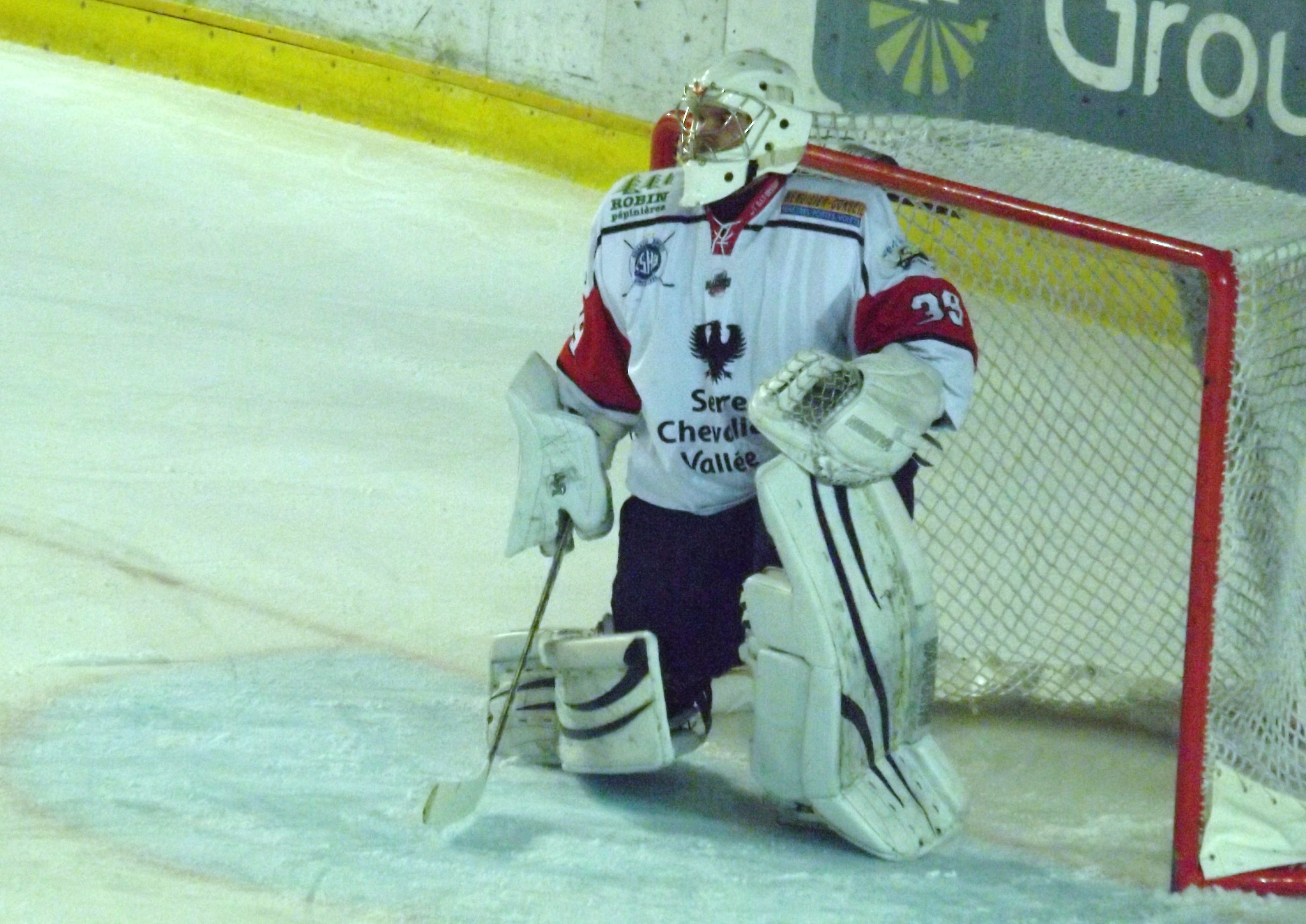
Antoine Bonvalot
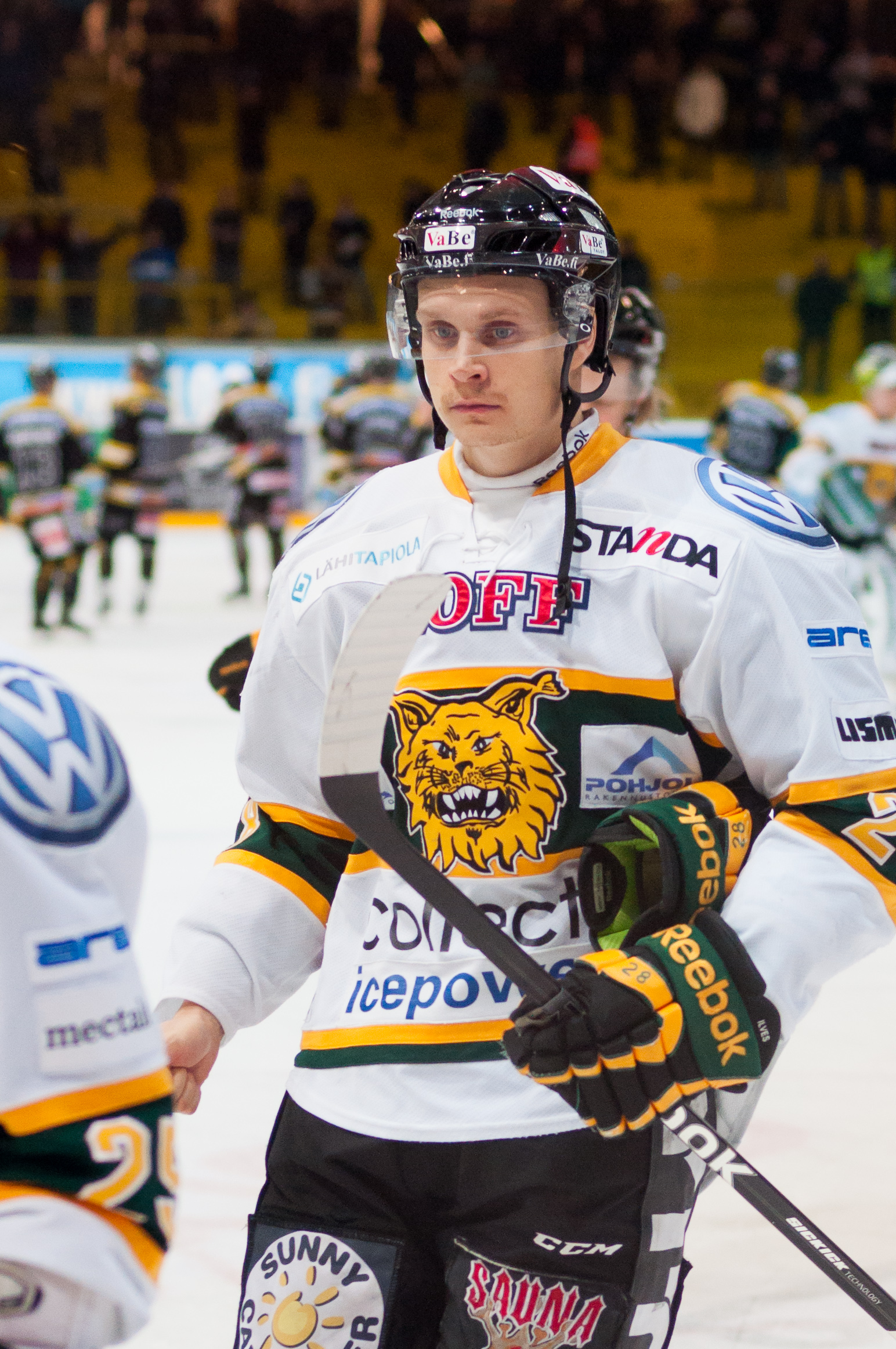
Samuli Kivimäki
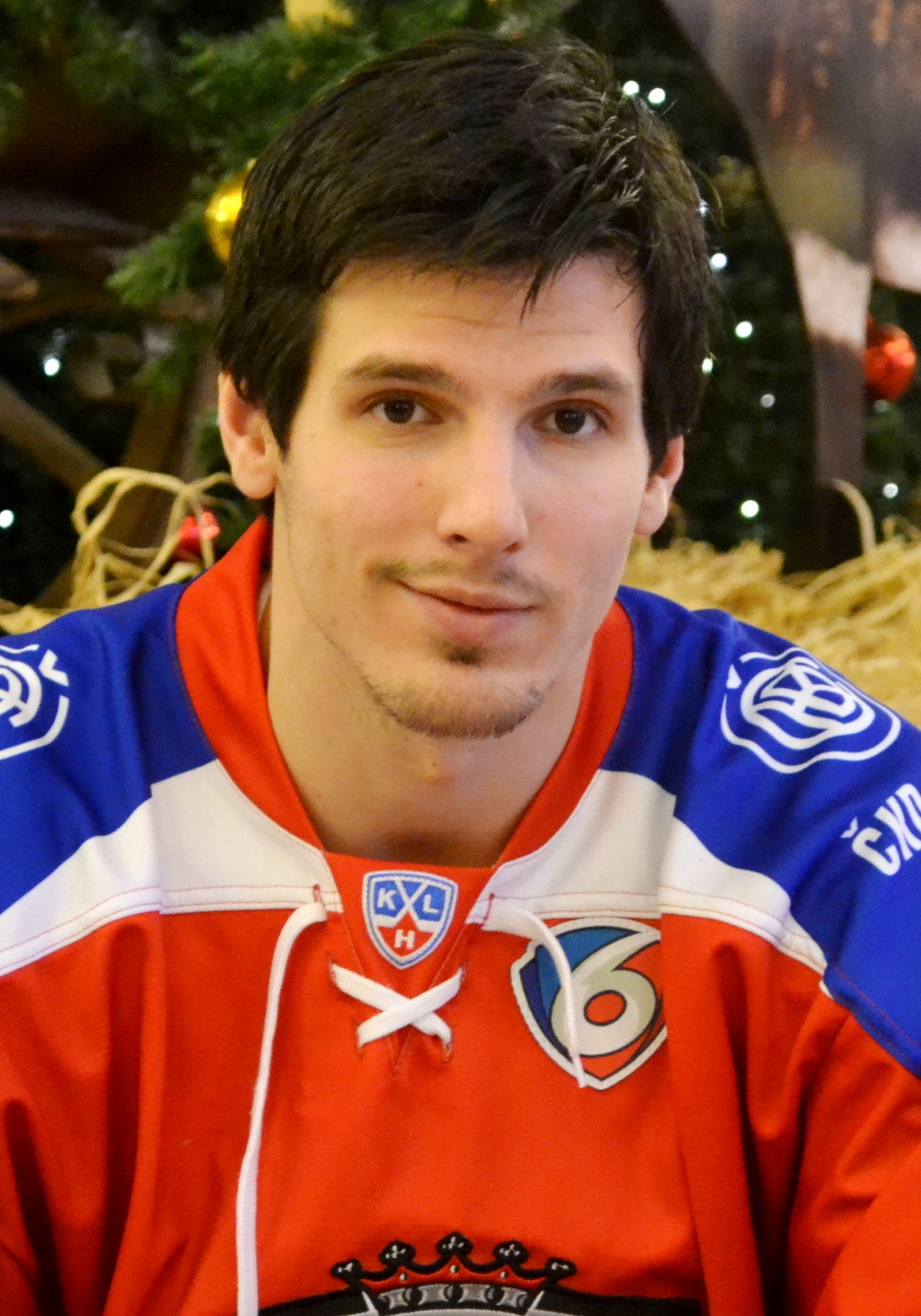
Tomáš Kubalík

## Les logos

Logo utilisé entre 1994 et 2008
Logo utilisé entre 2008 et 2011
Logo depuis 2011

## Palmarès
- Champion de France Coupe Magnus : 1996, 1997.
- Champion de France Division 1 : 1993, 2000, 2013, 2022.
- Champion de France Division 2 : 1999, 2002, 2009.
- Champion de France Division 3 : 1998.

### Coupe Magnus
Le détail des finales jouées est présenté dans le tableau ci-dessous :
| Saison    | Adversaire         | Résultat                                                               | Vainqueur         | Commentaire                        |
| --------- | ------------------ | ---------------------------------------------------------------------- | ----------------- | ---------------------------------- |
| 1994-1995 | Dragons de Rouen   | Match nul 3-3 à Brest Défaite 4-3 (P) à Rouen                          | Dragons de Rouen  | Finale aller-retour                |
| 1995-1996 | Dragons de Rouen   | Victoire 3-4 à Rouen (P) Victoire 4-3 (P) à Brest Victoire 4-2 à Brest | Albatros de Brest | Finale au meilleur des cinq matchs |
| 1996-1997 | Gothiques d'Amiens | Victoire 6-2 à Brest Victoire 4-6 à Amiens Victoire 0-3 à Amiens       | Albatros de Brest | Finale au meilleur des cinq matchs |

## Bilan saison par saison
| Saison    | Division     | Phases                                                              | Résultats | Classement final |
| --------- | ------------ | ------------------------------------------------------------------- | --- | --- |
| 1991-1992 | Division 3   | Poule Bretagne-Pays de Loire Poule Nord                             | 1er 6e/6 | 49e · Repêché en Nationale 2. |
| 1992-1993 | Nationale 2  | Poule B Poule finale                                                | 2e/6 1er/8 | 17e · Champion de France Division 1. · Montée en Nationale 1.                                                                                                  |
| 1993-1994 | Nationale 1  | Poule B Poule de qualification Poule 5e place                       | 2e/4 5e/8 1er/4 | 5e |
| 1994-1995 | Nationale 1A | Saison régulière Quarts de finale Demi-finales Finale               | 2e/8 Ducs d'Angers 3 victoires à 1 Huskies de Chamonix 3 victoires à 1 Dragons de Rouen 6 buts à 7                                                  | Vice-champion de France. |
| 1995-1996 | Ligue Élite  | Saison régulière Quarts de finale Demi-finales Finale               | 2e/8 Ducs d'Angers 3 victoires à 2 Gothiques d'Amiens 3 victoires à 1 Dragons de Rouen 3 victoires à 0                                              | Champion de France. |
| 1996-1997 | Nationale 1A | Première phase Poule élite Quarts de finale Demi-finales Finale     | 2e/12 1er/6 Dogues de Bordeaux 3 victoires à 1 Brûleurs de loups de Grenoble 3 victoires à 0 Gothiques d'Amiens 3 victoires à 0                     | Champion de France. · Rétrogradation volontaire en Division 3.                                                                                                 |
| 1997-1998 | Division 3   | Poule Bretagne/Normandie Poule Nord Tour final                      | 1er/6 2e/6 1er/4 | 41e · Champion de Division 3. · Montée en Nationale 2. |
| 1998-1999 | Nationale 2  | Poule Ouest Poule finale                                            | 1er/8 1er/8 | 26e · Champion de France Nationale 2. · Montée en Nationale 1.                                                                                                 |
| 1999-2000 | Nationale 1  | Poule Nord Poule finale Demi-finales Finale                         | 2e/8 1er/8 Diables Rouges de Briançon 17 buts à 5 Hockey Club de Mulhouse 20 buts à 10                                                              | 10e · Champion de Nationale 1. · Rétrogradation volontaire en Division 2.                                                                                      |
| 2000-2001 | Division 2   | Poule Nord Poule de maintien B                                      | 1er/9 1er/6 | 30e À la suite de sa rétrogradation volontaire Brest n'est pas autorisé à participer à la phase finale pour cette saison et dispute donc la poule de maintien. |
| 2001-2002 | Division 2   | Poule Nord Demi-finales Finale                                      | 2e/12 Chamois de Chamonix 12 buts à 3 Castors d'Asnières 7 buts à 1                                                                                 | 22e · Champion de France Division 2. · Montée sportive en Division 1 puis montée administrative en Super 16.                                                   |
| 2002-2003 | Super 16     | Poule Nord Poule finale                                             | 3e/8 5e/8 | 5e |
| 2003-2004 | Super 16     | Poule Ouest Poule finale Quart de finale Demi-finale Match 3e place | 3e/7 4e/8 Ours de Villard-de-Lans 3 victoires à 1 Brûleurs de loups de Grenoble 0 victoire à 3 Orques d'Anglet 6-7 t.a.b                            | 4e · Rétrogradation volontaire en Division 3. |
| 2004-2005 | Division 3   | Poule Ouest                                                         | 2e/6 | 66e À la suite de sa rétrogradation volontaire Brest n'est pas autorisé à participer à la phase finale pour cette saison.                                      |
| 2005-2006 | Division 3   | Poule Ouest Poule finale Nord-Ouest Carré final Barrage             | 1er/6 1er/6 2e/4 Français Volants 11 buts 7 | 48e · Montée en Division 2. |
| 2006-2007 | Division 2   | Poule Nord Poule finale demi-finale Finale Barrage                  | 4e/8 3e/8 Phénix de Reims 11 buts à 7 Lions de Belfort 8 buts à 9 Taureaux de feu de Limoges 10 buts à 14                                           | 32e |
| 2007-2008 | Division 2   | Poule Ouest Huitièmes de finale Quart de finale                     | 1er/10 Éléphants de Chambéry 19 buts à 6 Corsaires de Dunkerque 9 buts à 11                                                                         | 33e |
| 2008-2009 | Division 2   | Poule Ouest Huitièmes de finale Quart de finale Demi-finale Finale  | 1er/10 Sangliers Arvernes de Clermont 13 buts à 2 Aigles de La Roche-sur-Yon 18 buts à 6 Lions de Lyon 7 buts à 3 Scorpions de Mulhouse 14 buts à 7 | 29e · Champion de France Division 2. · Montée en Division 1.                                                                                                   |
| 2009-2010 | Division 1   | Saison régulière Quart de finale Demi-finale Finale                 | 2e/14 Castors d'Avignon 10 buts à 4 Scorpions de Mulhouse 2 victoires à 0 Drakkars de Caen 0 victoire à 2                                           | 16e |
| 2010-2011 | Division 1   | Saison régulière Quart de finale Demi-finale Finale                 | 1er/14 Scorpions de Mulhouse 2 victoires à 0 Phénix de Reims 2 victoires à 0 Bisons de Neuilly-sur-Marne 0 victoire à 2                             | 16e |
| 2011-2012 | Division 1   | Saison régulière Quart de finale Demi-finale                        | 3e/14 Lions de Lyon 2 victoires à 0 Scorpions de Mulhouse 0 victoire à 2                                                                            | 17e |
| 2012-2013 | Division 1   | Saison régulière Quart de finale Demi-finale Finale                 | 1er/14 Bisons de Neuilly-sur-Marne 2 victoires à 0 Phénix de Reims 2 victoires à 0 Lions de Lyon 2 victoires à 0                                    | 15e · Champion de France Division 1. · Montée en Ligue Magnus.                                                                                                 |
| 2013-2014 | Ligue Magnus | Saison régulière Play-Down                                          | 13e/14 Drakkars de Caen 3 victoires à 4 | 14e Brest est repêché à la suite de la rétrogradation volontaire en Division 2 des Ours de Villard-de-Lans.                                                    |
| 2014-2015 | Ligue Magnus | Saison régulière Tours Préliminaire                                 | 12e/14 Diables Rouges de Briançon 2 victoires à 3                                                                                                   | 12e |
| 2015-2016 | Ligue Magnus | Saison régulière Quart de finale                                    | 5e/14 Ducs d'Angers 1 victoire à 4 | 6e · Rétrogradation volontaire en Division 1. |
| 2016-2017 | Division 1   | Saison régulière Quart de finale Demi-finale Finale                 | 5e/14 Remparts de Tours 2 victoires à 0 Bouquetins de Val-Vanoise 2 victoires à 1 Scorpions de Mulhouse 1 victoire à 3                              | 14e À la suite de sa rétrogradation volontaire, Brest est autorisé à participer aux plays-offs mais pas à accéder à l'étage supérieur pour cette saison.       |
| 2017-2018 | Division 1   | Saison régulière Quart de finale Demi-finale Finale                 | 2e/14 Aigles de La Roche-sur-Yon 3 victoires à 1 Bisons de Neuilly-sur-Marne 3 victoires à 2 Hormadi Anglet 2 victoires à 3                         | 14e |
| 2018-2019 | Division 1   | Saison régulière Quart de finale Demi-finale                        | 1er/14 Corsaires de Dunkerque 3 victoires à 2 Diables Rouges de Briançon 1 victoire à 3                                                             | 16e |
| 2019-2020 | Division 1   | Saison régulière Quart de finale                                    | 3e/14 Yétis du Mont Blanc 0 victoire à 3 | 14e |
| 2020-2021 | Division 1   | Saison régulière                                                    | 7e/7 - groupe A | 25e Saison disputée avec deux poules géographiques, sans promotion, ni relégation.                                                                             |
| 2021-2022 | Division 1   | Saison régulière Quart de finale Demi-finale Finale                 | 1er/14 Étoile noire de Strasbourg 3 victoires à 2 Yétis du Mont-Blanc 3 victoires à 0 Dogs de Cholet 3 victoires à 1                                | 13e Champion de France Division 1. Aucune promotion en Ligue Magnus,.                                                                                          |
| 2022-2023 | Division 1   | Saison régulière Quart de finale                                    | 3e/14 Remparts de Tours 1 victoire à 3 | 17e |
| 2023-2024 | Division 1   | Saison régulière Poule de maintien                                  | 11e/14 2e/4 | 24e |
| 2024-2025 | Division 1   | Saison régulière Poule de maintien                                  | 14e/16 4e/4 | 28e · Rétrogradation en Division 2. |

## Personnalités

### Capitaines[19]
- 1992-1993 : Dominique Prenveille
- 1993-1995 : André Côté
- 1995-1996 : Mike Pellegrims
- 1996-1997 : Stephane Dugal
- 1997-2000 : Michel Galarneau
- 2000-2003 : Kristof Niedziolka
- 2003-2004 : Dino Grossi
- 2004-2006 : Maxime Bot
- 2006-2008 : Sébastien Oprandi
- 2008-2010 : Lilian Prunet
- 2010-2011 : Martin Gascon
- 2011-2012 : Francis Ballet
- 2012-2013 : Alexandre Lefebvre
- 2013-2014 : Daniel Carlsson
- 2014-2016 : Jaroslav Prosvic
- 2016- : Jonathan Avenel

### Entraîneurs[20]
- 1975-1978 : Gilbert Quiniou
- 1978-1979 : Guy Dupuis
- 1979-1982 : Marc Giroux
- 1982-1986 : Guy Cléro et Pierre Cléro
- 1986-1987 : Perry Chittik
- 1987-1990 : Stéphane Dénéault
- 1990-1992 : Dominique Prenveille
- 1992-1992 : Robert Boileau
- 1993-1996 : André Peloffy
- 1996-1997 : André Côté
- 1997-2004 : Serguei Toukmatchev
- 2004-2006 : Bruno Maynard
- 2006-2008 : Jarmo Kuusisto
- 2008-2009 : Serguei Toukmatchev
- 2009-2011 : André Peloffy
- 2011-2016 : Sébastien Oprandi
- 2016-2019 : Sylvain Codère
- 2019-2020 : Nicolas Favarin
- 2020-2021 : Alan Jacob
- 2021-2022 : Claude Devèze
- 2022 : Michal Divíšek
- 2022-2023 : Pavol Mihálik
- 2023-2024 : Tommy Flinck
- 2024-2025 : Claude Devèze
- 2025- : Nicolas Motreff